# Rali da Polónia de 2021
O Rali da Polónia de 2021, oficialmente 77. Orlen Rajd Polski - Rally Poland, foi a septuagésima sétima edição e a primeira rodada do ano de 2021 do Campeonato da Europa de Rally. Decorreu de 18 de junho a 20 de junho e contou com um itinerário de 14 trechos sobre terra que somaram um total de 202,76 km cronometrados.

## Lista de inscritos
- Luis García Vilariño inscrito para disputar o ralli, não participou como deu positivo de COVID-19.[1]

| Num.                    | Piloto               | Copiloto               | Automóvel              | Equipa                           |
| ----------------------- | -------------------- | ---------------------- | ---------------------- | -------------------------------- |
| 1                       | Alexey Lukyanuk      | Alexey Arnautov        | Citroën C3 Rally2      | Saintéloc Júnior Team            |
| 2                       | Roland Poom          | Darren Garrod          | Citroën C3 Rally2      | Saintéloc Júnior Team            |
| 3                       | Andreas Mikkelsen    | Onda Fløene            | Škoda Fabia Rally2 evo | Toksport WRT                     |
| 4                       | Emilio Fernández     | Ruben Garcia           | Škoda Fabia Rally2 evo | Toksport WRT                     |
| 5                       | Craig Breen          | Paul Nagle             | Hyundai i20 R5         | Team MRF Tyres                   |
| 6                       | Simone Campedelli    | Tania Canton           | Volkswagen Pólo GTI R5 | Team MRF Tyres                   |
| 7                       | Efrén Llarena        | Sara Fernández         | Škoda Fabia Rally2 evo | Rallye Team Spain                |
| 8                       | Nil Solans           | Marc Martí             | Škoda Fabia Rally2 evo | Rallye Team Spain                |
| 9                       | Nikolay Gryazin      | Konstantin Aleksandrov | Volkswagen Pólo GTI R5 | Nikolay Gryazin                  |
| 10                      | Grégoire Munster     | Louis Louka            | Hyundai i20 R5         | Grégoire Munster                 |
| 11                      | Mikołaj Marczyk      | Szymon Gospodarczyk    | Škoda Fabia Rally2 evo | Orlen Team                       |
| 12                      | Norbert Herczig      | Ramón Ferencz          | Škoda Fabia Rally2 evo | Škoda Rally Team Hungaria        |
| 14                      | Erik Cais            | Jindřiška Žáková       | Ford Festa Rally2      | Yacco ACCR Team                  |
| 15                      | Tomasz Kasperczyk    | Damian Syty            | Volkswagen Pólo GTI R5 | Tiger Energy Drink Rally Team    |
| 16                      | Fabian Kreim         | Frank Christian        | Volkswagen Pólo GTI R5 | Pole Promotion                   |
| 17                      | Yoann Bonato         | Benjamin Boulloud      | Citroën C3 Rally2      | CHL Sport Auto                   |
| 18                      | Grzegorz Grzyb       | Michał Poradzisz       | Škoda Fabia Rally2 evo | Rufa Motor-Sport                 |
| 19                      | Callum Devim         | James Fulton           | Ford Festa Rally2      | Motorsport Ireland Rally Academy |
| 20                      | Simone Tempestini    | Sergiu Itu             | Škoda Fabia Rally2 evo | Simone Tempestini                |
| 21                      | Łukasz Kotarba       | Tomasz Kotarba         | Citroën C3 Rally2      | BTH Import Stal Rally Team       |
| 22                      | Vladas Jurkevičius   | Aisvydas Paliukėnas    | Škoda Fabia Rally2 evo | Vladas Jurkevičius               |
| 23                      | Adrian Chwietczuk    | Jarosław Baran         | Škoda Fabia Rally2 evo | Holowczyc Racing                 |
| 24                      | Georg Linnamäe       | Volodymyr Korsia       | Volkswagen Pólo GTI R5 | ALM Motorsport                   |
| 25                      | Wojciech Chuchała    | Sebastian Rozwadowski  | Škoda Fabia Rally2 evo | Marten Sport                     |
| 26                      | Umberto Scandola     | Guido D'Amore          | Hyundai i20 R5         | Hyundai Rally Team Itália        |
| 27                      | Gregor Jeets         | Fraude Taniel          | Škoda Fabia Rally2 evo | Tehase Auto                      |
| 28                      | Kacper Wróblewski    | Jakub Wróbel           | Škoda Fabia Rally2 evo | Kacper Wróblewski                |
| 29                      | Aloísio Monteiro     | Sancho Eiró            | Škoda Fabia Rally2 evo | Aloísio Monteiro                 |
| 30                      | Zbigniew Gabryś      | Krzysztof Janik        | Volkswagen Pólo GTI R5 | Rallytechnology                  |
| 31                      | Luis García Vilariño | José Murado González   | Škoda Fabia Rally2 evo | Escuderia Lalín-Deza             |
| 32                      | Alberto Battistolli  | Simone Scattolin       | Škoda Fabia Rally2 evo | Alberto Battistolli              |
| 33                      | Maciej Lubiak        | Grzegorz Dachowski     | Hyundai i20 R5         | APRMotorsport                    |
| 34                      | Cathan McCourt       | Brian Hoje             | Ford Festa Rally2      | Cathan McCourt                   |
| 35                      | Marek Nowak          | Adam Grzelka           | Ford Festa R5          | Marek Nowak                      |
| 36                      | Jason Mitchell       | Peter Ward             | Ford Festa R5          | Jason Mitchell                   |
| 37                      | Jarosław Kołtun      | Ireneusz Pleskot       | Ford Festa Rally2      | Plon Rally Team                  |
| 38                      | Rakan Al-Rashed      | Mikko Lukka            | Volkswagen Pólo GTI R5 | Printsport Oy                    |
| 39                      | Jarosław Szeja       | Marcin Szeja           | Hyundai i20 R5         | Hyundai Poland Racing            |
| 40                      | Nabila Tejpar        | Matt Edwards           | Proton Iriz R5         | Nabila Tejpar                    |
| Fonte: ewrc-results.com |                      |                        |                        |                                  |

## Itinerário
| Dia                     | Trecho | Nome                           | Distância | Ganhador da etapa | Automóvel              | Tempo   | Líder da geral  |
| ----------------------- | ------ | ------------------------------ | --------- | ----------------- | ---------------------- | ------- | --------------- |
| Dia 1 (18 de junho)     | —      | Tałty (Shakedown)              | 3.26 km   | Nikolay Gryazin   | Volkswagen Pólo GTI R5 | 1:47.7  | —               |
| Dia 1 (18 de junho)     | SS1    | Mikołajki Areia 1              | 2.50 km   | Nikolay Gryazin   | Volkswagen Pólo GTI R5 | 1:49.2  | Nikolay Gryazin |
| Dia 2 (19 de junho)     | SS2    | Świętajno 1                    | 18.20 km  | Nikolay Gryazin   | Volkswagen Pólo GTI R5 | 9:41.1  | Nikolay Gryazin |
| Dia 2 (19 de junho)     | SS3    | Olecko 1                       | 17.16 km  | Nikolay Gryazin   | Volkswagen Pólo GTI R5 | 8:44.1  | Nikolay Gryazin |
| Dia 2 (19 de junho)     | SS4    | Wieliczki 1                    | 28.70 km  | Nikolay Gryazin   | Volkswagen Pólo GTI R5 | 14:45.1 | Nikolay Gryazin |
| Dia 2 (19 de junho)     | SS5    | Świętajno 2                    | 18.20 km  | Nikolay Gryazin   | Volkswagen Pólo GTI R5 | 9:41.1  | Nikolay Gryazin |
| Dia 2 (19 de junho)     | SS6    | Olecko 2                       | 17.16 km  | Alexey Lukyanuk   | Citroën C3 Rally2      | 8:40.4  | Nikolay Gryazin |
| Dia 2 (19 de junho)     | SS7    | Wieliczki 2                    | 28.70 km  | Alexey Lukyanuk   | Citroën C3 Rally2      | 14:31.7 | Alexey Lukyanuk |
| Dia 2 (19 de junho)     | SS8    | Mikołajki Areia 2              | 2.50 km   | Wojciech Chuchała | Škoda Fabia Rally2 evo | 1:49.3  | Alexey Lukyanuk |
| Dia 3 (20 de junho)     | SS9    | Mikołajki MAX 1                | 9.34 km   | Alexey Lukyanuk   | Citroën C3 Rally2      | 5:16.4  | Alexey Lukyanuk |
| Dia 3 (20 de junho)     | SS10   | gm. Mrągowo 1                  | 15.55 km  | Craig Breen       | Hyundai i20 R5         | 8:22.7  | Alexey Lukyanuk |
| Dia 3 (20 de junho)     | SS11   | Mikołajki MAX 2                | 9.34 km   | Andreas Mikkelsen | Škoda Fabia Rally2 evo | 5:12.6  | Alexey Lukyanuk |
| Dia 3 (20 de junho)     | SS12   | gm. Mrągowo 2                  | 15.55 km  | Andreas Mikkelsen | Škoda Fabia Rally2 evo | 8:06.5  | Alexey Lukyanuk |
| Dia 3 (20 de junho)     | SS13   | Przasnysz                      | 17.90 km  | Craig Breen       | Hyundai i20 R5         | 9:03.7  | Alexey Lukyanuk |
| Dia 3 (20 de junho)     | SS14   | Rally Poland 100th anniversary | 1.96 km   | Craig Breen       | Hyundai i20 R5         | 1:47.4  | Alexey Lukyanuk |
| Fonte: ewrc-results.com |        |                                |           |                   |                        |         |                 |

## Classificação final
| Pos.                    | Piloto            | Copiloto              | Automóvel              | Equipa                           | Tempo     | Pontos |
| ----------------------- | ----------------- | --------------------- | ---------------------- | -------------------------------- | --------- | ------ |
| 1                       | Alexey Lukyanuk   | Alexey Arnautov       | Citroën C3 Rally2      | Saintéloc Júnior Team            | 1:48:31.3 | 30+8   |
| 2                       | Andreas Mikkelsen | Ola Fløene            | Škoda Fabia Rally2 evo | Toksport WRT                     | +18.4     | 24+9   |
| 3                       | Mikołaj Marczyk   | Szymon Gospodarczyk   | Škoda Fabia Rally2 evo | Orlen Team                       | +1:54.7   | 21+4   |
| 4                       | Nil Solans        | Marc Martí            | Škoda Fabia Rally2 evo | Rallye Team Spain                | +3:06.2   | 19+1   |
| 5                       | Norbert Herczig   | Ramón Ferencz         | Škoda Fabia Rally2 evo | Škoda Rally Team Hungaria        | +3:44.8   | 17     |
| 6                       | Efrén Llarena     | Sara Fernández        | Škoda Fabia Rally2 evo | Rallye Team Spain                | +3:46.5   | 15     |
| 7                       | Wojciech Chuchała | Sebastian Rozwadowski | Škoda Fabia Rally2 evo | Marten Sport                     | +3:56.0   | 13+2   |
| 8                       | Yoann Bonato      | Benjamin Boulloud     | Citroën C3 Rally2      | CHL Sport Auto                   | +4:11.7   | 11     |
| 9                       | Erik Cais         | Jindřiška Žáková      | Ford Festa Rally2      | Yacco ACCR Team                  | +4:16.6   | 9      |
| 10                      | Grzegorz Grzyb    | Michał Poradzisz      | Škoda Fabia Rally2 evo | Rufa Motor-Sport                 | +4:43.1   | 7      |
| 11                      | Emilio Fernández  | Ruben Garcia          | Škoda Fabia Rally2 evo | Toksport WRT                     | +4:50.1   | 5+2    |
| 12                      | Adrian Chwietczuk | Jarosław Baran        | Škoda Fabia Rally2 evo | Holowczyc Racing                 | +4:50.2   | 4      |
| 13                      | Umberto Scandola  | Guido D'Amore         | Hyundai i20 R5         | Hyundai Rally Team Itália        | +5:11.6   | 3      |
| 14                      | Callum Devim      | James Fulton          | Ford Festa Rally2      | Motorsport Ireland Rally Academy | +5:11.9   | 2      |
| 15                      | Roland Poom       | Darren Garrod         | Citroën C3 Rally2      | Saintéloc Júnior Team            | +5:13.2   | 1      |
| Fonte: ewrc-results.com |                   |                       |                        |                                  |           |        |

## Classificações depois do rally
| Posição | Piloto            | Pontos | Mudanças de posição |
| ------- | ----------------- | ------ | ------------------- |
| 1       | Alexey Lukyanuk   | 38     | Estável             |
| 2       | Andreas Mikkelsen | 33     | Estável             |
| 3       | Mikołaj Marczyk   | 25     | Estável             |
| 4       | Nil Solans        | 20     | Estável             |
| 5       | Norbert Herczig   | 17     | Estável             |

| Posição | Equipa                | Pontos | Mudanças de posição |
| ------- | --------------------- | ------ | ------------------- |
| 1       | Saintéloc Júnior Team | 40     | Estável             |
| 2       | Porvoon Autopalvelu   | 40     | Estável             |
| 3       | Toksport WRT          | 37     | Estável             |
| 4       | Rally Team Spain      | 36     | Estável             |
| 5       | Topp-Cars Rally Team  | 31     | Estável             |